# Базлово (Нижегородская область)
Базлово — деревня в Спасском районе Нижегородской области. Административный центр Базловского сельсовета.

## География
Деревня находится на расстоянии 10 км к югу от села Спасское, административного центра района, и 125 км к юго-востоку от города Нижний Новгород, административного центра области.

### Климат
|      | Зима   | Весна | Лето | Осень |
| ---- | ------ | ----- | ---- | ----- |
| Мин  | —12 °C | -6    | +13  | -5    |
| Макс | —44 °C | +19   | +25  | +16   |

### Часовой пояс
Деревня Базлово, как и вся Нижегородская область, находится в часовой зоне МСК (московское время). Смещение применяемого времени относительно UTC составляет +3:00.

## Население
| 2002 | 2010 |
| ---- | ---- |
| 430  | ↘377 |

## Улицы
В деревне имеются две улицы: Карла Маркса и Молодёжная.